# Wanis al-Qaddafi
Wanis al-Qaddafi (en árabe: ونيس القذافي) (nacido en 1924 - 31 de agosto de 1986) fue un político libio, que llegó a ser primer ministro del país entre el 4 de septiembre de 1968 y el 31 de agosto de 1969.

## Biografía
Nacido en Bengasi en 1924, Wanis al-Gaddafi huyó con su familia a Sudán en 1937 y regresó a su país en 1944. En 1962-1963, fue ministro de Relaciones Exteriores y se convirtió en el último primer ministro del Reino de Libia en septiembre de 1968. Derribado por el golpe de Estado del 1 de septiembre de 1969, pronto fue condenado por el Tribunal Popular a dos años de prisión. Muere de un infarto en diciembre de 1986.